# Włodowo
Włodowo (niem. Waltersdorf) – wieś w Polsce położona w województwie warmińsko-mazurskim, w powiecie olsztyńskim, w gminie Świątki.
W latach 1975–1998 miejscowość administracyjnie należała do województwa olsztyńskiego. Miejscowość leży w historycznym regionie Prus Górnych.
Włodowo jest znane z samosądu na recydywiście terroryzującym mieszkańców, do którego doszło 1 lipca 2005 roku, a także z potyczki między oddziałami francuskimi a pruskimi, która miała miejsce 5 lutego 1807 roku.
Wieś wzmiankowana w dokumentach z roku 1384, jako wieś czynszowa na 45 włókach, pod nazwą Waltirsdorf. Od roku 1531 wieś była opustoszała. Potem ponownie zasiedlona. W roku 1782 we wsi odnotowano 41 domów (dymów), natomiast w roku 1858 w 72 gospodarstwach domowych mieszkało 479 mieszkańców. W latach 1937–1939 Włodowo liczyło 571 mieszkańców. Wieś znajduje się 2km na zachód od rzeki Pasłęki, która jest granicą Warmii i Prus Górnych.